# Marc Fumaroli
Marc Fumaroli (10 de junho de 1932 - 24 de junho de 2020) foi um historiador e ensaísta francês amplamente respeitado como defensor da literatura e da cultura francesas. Nascido em Marselha, Fumaroli cresceu na cidade marroquina de Fez, e serviu no exército francês durante a Guerra da Argélia.

## Carreira
Após sua nomeação para uma cadeira de Estudos do Século XVII na Universidade Paris-Sorbonne (1980), ele foi eleito para uma cadeira de Retórica e Sociedade na Europa (séculos XVI e XVII) no Collège de France. Exerceu-o de 1986 a 2002, até a aposentadoria compulsória, e foi professor emérito. Ele é reconhecido pelo renascimento da Retórica como campo de estudo da cultura européia, em um forte afastamento tanto do estruturalismo quanto do pós-modernismo. Seu trabalho pioneiro continua sendo A era da eloquência (em francês: L'Âge de l'éloquence) publicada em 1980. Em 1994, como um estudioso de Voltaire, ele deu (em francês) a Master-Mind Lecture da Academia Britânica.

## Prêmios
Fumaroli foi eleito para a Académie Française em 2 de março de 1995 e tornou-se seu diretor. Ele também foi membro da Académie des Inscriptions et Belles-Lettres, a academia irmã dedicada à alta erudição.
Em 2000, Fumaroli proferiu as palestras anuais A. W. Mellon Lectures in the Fine Arts. Um ano depois, ele recebeu o prestigioso Prêmio Balzan de história e crítica literária.
Fumaroli foi membro estrangeiro da British Academy  e da Sociedade Filosófica Americana. Ele também foi membro do Comitê de Pensamento Social da Universidade de Chicago.
Fumaroli foi promovido a comandante da Legião de Honra francesa em 2008, depois de ter sido nomeado cavalheiro em 1993 e oficial em 2002.
Após sua morte, o gabinete do presidente francês Emmanuel Macron elogiou Fumaroli como um dos maiores contadores de histórias e historiadores do país.